# James Dale Robinson

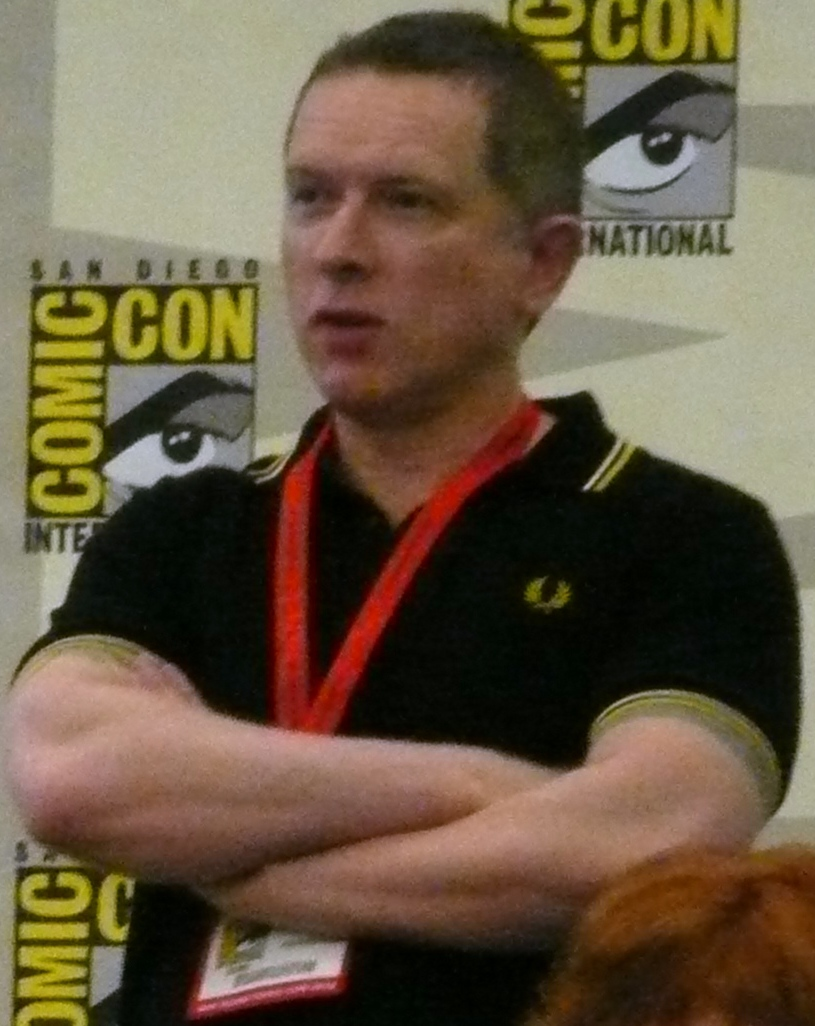
James Dale Robinson 2010

James Dale Robinson (* 1. April 1963 in Manchester) ist ein britischer Comic- und Drehbuchautor.

## Leben und Arbeit
Robinson begann in den frühen 1990er Jahren als hauptberuflicher Comicautor zu arbeiten. Seinen künstlerischen Durchbruch erlebte er 1994/1995 mit seiner Neuinterpretation der Comics über den Science-Fiction-Helden Starman: Robinsons Annäherung an den Stoff, der zu diesem Zeitpunkt mehr als fünfzig Jahre alt war, arrangierte alle vier bis dato vorliegenden – und teilweise widersprüchlichen – Varianten des Fantasy-Märchens zu einem in sich geschlossenen größeren Ganzen und fügte ihnen außerdem noch eine weitere zu, indem er eine neue von ihm selbst entwickelte Figur, den jungen Jack Knight, zum Titelhelden machte, während die früheren Träger des Starman-Namens (Ted Knight, Mikaal Thomas, Gavyn und Will Payton) ebenfalls als Nebencharaktere auftraten. Robinsons Starman-Serie lief knapp sieben Jahre lang bis 2001 und brachte ihm unter anderem 1997 die Auszeichnung mit dem renommierten Eisner Award, einem der bedeutendsten Preise der US-amerikanischen Comicbranche, in der Kategorie Best Serialized Story ein.
Weitere Arbeiten die Robinson für DC vorlegte waren die in den Serien Batman und Detective Comics als serienübergreifendes Crossover veröffentlichte Geschichte "Faces" (2006), die Miniserien Vigilante und Witchcraft, eine Spin-off-Serie zu Neil Gaimans Sandman. sowie einige Batman-Geschichten die in der Anthologie-Serie Legends of the Dark Knight publiziert wurden. Von 1997 bis 1998 assistierte Robinson zudem seinem Kollegen David S. Goyer ein Jahr lang als Co-Autor für die Superhelden-Serie JSA (1997–1998) und die JSA-Spin-Off-Serie Hawkman.
Für Marvel Comics schrieb Robinson einige Ausgaben der Serien Cable, Generation X und Captain America, für Wildstorm arbeitete er an den Serien Wildcats und Team One und für Malibu Comics schuf er die Serie Firearm.
2003 legte Robinson erstmals ein Drehbuch vor, namentlich für die Kinoadaption von Alan Moores graphischen Roman The League of Extraordinary Gentlemen. Als Produzent und Drehbuchautor war er an der ersten Staffel der Serie Stargirl (2020) beteiligt.